# 小行星1949
小行星1949（1949 Messina）是一颗围绕太阳公转的小行星。1936年7月8日，西里爾·傑克遜在约翰内斯堡发现了此天体。
該小行星以南非的城市穆西納命名。
这颗小行星的绝对星等为65.81093515211221等。